# SU-76I
SU-76I ("I" odnosi się do obcego pochodzenia podwozia) – działo pancerne powstałe w 1943 na podwoziu niemieckiego czołgu średniego Pz.Kpfw. III. Ausf. H/J i zdobytych dział szturmowych Sturmgeschütz III. Postanowiono przystosować je w możliwie prosty sposób do radzieckiej armaty 76,2 mm F-34 lub ZiS-5. Dokonano tego, montując pancerny przedział bojowy na niezmienionym podwoziu czołgu. Pancerz przedni miał grubość 50–60 mm, boczny 30 mm, tylny 25 mm. SU-76I miały czteroosobową załogę i mogły zabierać 98 pocisków do działa. Poza działem uzbrojenie składało się z broni osobistej załogi i granatów ręcznych. Wyprodukowano łącznie około 200 sztuk, ważących 22 tony i rozwijających prędkość do 45 km/h. Do dziś jeden z egzemplarzy pełni funkcję pomnika w miejscowości Sarny na Ukrainie.